# James George Needham
Heinrich Zollinger, född 16 mars 1868 i Virginia, Illinois, USA, död 24 juli 1957, var en amerikansk entomolog.